# Assut de la Séquia de Rascanya
L'assut de la séquia de Rascanya, que actualment està en desús al dur a terme la construcció de l'Assut del Repartiment, més conegut com la Cassola, en Quart de Poblet, era el punt de presa d'aigua de la séquia de Rascanya, la més baixa de les que naixien pel marge nord del riu Túria. El seu primer recorregut d'uns tretze quilòmetres, transcorria a l'esquerra del riu, passant per l'horta de Campanar en direcció al mar fins Tendetes i Marxalenes.

## Descripció històrica
El Pla Sud va suposar en els anys 60 el desviament del Túria per un nou llit capaç de contenir les seves  crescudes. Això va suposar la desaparició dels assuts de diverses de les séquies històriques que prenien l'aigua en l'últim tram del riu. Al temps feu necessària la construcció d'un nou assut, l'anomenat Assut del Repartiment, en terme de Quart de Poblet just en el punt on se separa la llera tradicional del riu Túria de la nova llera construïda segons el Pla Sud, des del qual, les séquies de Favara, Rascanya, Rovella i l'Or s'alimenten de les últimes aigües del riu.
L'antic assut de Rascanya tampoc era l'original, que era d'època islàmica, ja que en la primera meitat del segle xv l'existent es va traslladar a un nivell més alt per així poder fer regables més terres, construint-se llavors el que avui es troba en ruïnes.
Actualment i després de la seva derivació en el seu nou assut inicia el seu recorregut a través d'un canal de nova construcció de 1370 metres de longitud que l'empalma amb el seu antic traçat en un lloc pròxim a la seva antiga presa, des d'on segueix pel seu antic traçat. La majoria de les lleres dels seus ramals i de la séquia mare estan construïts en mur compacte i rectilini fet amb grans carreus i argamassa, si bé encara subsisteixen alguns terra i vegetació fluvial, que es disposa de forma obliqua sobre el llit del Túria, just després d'un petit meandre per aprofitar millor la força del corrent.
A època islàmica aquest rec era l'encarregada de regar les hortes de les alqueries d'Orriols, Rascanya, les del convent de Sant Miquel dels Reis, Tavernes Blanques, Alboraia i Almàssera, a més d'algunes altres de menor entitat que van acabar convertint-se en pobles autònoms de València, encara que el creixement més gran de la séquia en importància i superfície de reg es va donar en el segle xx, quan la comunitat de Rascanya incorporar als padrons dels extremals i les zones properes al mar del terme d'Alboraia i la séquia de Vera.
En l'actualitat queda molt poc de l'antic assut. Les goles i les comportes estan en bona part destruïdes per l'obra de canalització entubada de la nova séquia de Rascanya, que va des dela Cassola i la creua pel mig, de manera que és possible identificar part dels seus elements. Al costat es troba el caixer de l'almenara, però han desaparegut la comporta i els seus mecanismes. Fa pocs anys es va destruir el que quedava de la caseta de l'assut i també part dels carreus de l'almenara que es trobaven al costat. L'assut està soterrat per la part interior.